# Kronos Quartet
Kronos Quartet je smyčcové kvarteto založené roku 1973 americkým houslistou Davidem Harringtonem, které se více než třicet let systematicky věnuje především interpretaci nové hudby. V letech 1978 – 1999 měl soubor stálé obsazení: David Harrington a John Sherba - housle, Hank Dutt - viola a Joan Jeanrenaudová - violoncello. Od roku 1999 hrála na violoncello Jennifer Culpová, od roku 2005 Jeffrey Zeigler a od roku 2013 Sunny Yang. Od roku 1978 sídlí Kronos Quartet v San Franciscu v Kalifornii.
Základem práce Kronos Quartetu je dlouhodobá spolupráce s mnoha světoznámými skladateli. David Harrington k tomu poznamenal: „Hledám hudbu, která je určitým vyjádřením citu. Když mluvím se skladateli, mluvím s nimi na této úrovni. Nechci, aby napsali jenom nějakou další skladbu v řadě. Toužím po tom nejúžasnějším hudebním díle.“ Ke spolupracovníkům souboru patří mnoho skladatelů, věnujících se minimalismu. Jedním z nich je Terry Riley, jehož práce s Kronosem obsahuje kompozice „Cadenza on the Night Plain“, „Salome Dances for Peace“ a „Sun Rings“. Významná byla také spolupráce s Arvo Pärtem, Philipem Glassem, Kevinem Volansem a Stevem Reichem, jehož „Different Trains“, které Kronos Quartet nahráli, získaly cenu Grammy. Za dobu existence souboru pro něj bylo vytvořeno přes 600 skladeb.
Kronos Quartet se kromě vážné hudby věnuje i hudbě, zasahující do jiných žánrů, mezi něž patří hudba lidová, stará, experimentální i současná world music. Na koncertech Kronos Quartetu se objevili např. Allen Ginsberg, Modern Jazz Quartet, David Bowie nebo Björk. Kronos Quartet se podílel na nahrávkách hudebníků, mezi něž patří Dave Matthews, Nelly Furtadová, Rokia Traoreová, Joan Armatradingová a Don Walser. Soubor nahrál soundtracky pro filmy Rekviem za sen, 21 gramů nebo Fontána. Jejich hudbu také použili známí choreografové jako Merce Cunningham, Twyla Tharpová a duo Eiko & Koma.

## Historie
Harrington, vyrůstající ve městě Seattle ve státě Washington, byl fascinován smyčcovými kvartety i energií populární hudby. Když mu hrozil odvod na vojnu, přihlásil se do orchestru v Kanadě. Po svém návratu do Seattlu uslyšel v rádiu protiválečnou píseň Black Angels od George Crumba, o které později prohlásil: „Po poslechu Black Angels jsem věděl jakou muziku chci hrát.“
V roce 1973 Harrington založil smyčcové kvarteto, do jehož repertoáru patřily skladby autorů 20. století (Bély Bartóka, Dmitrije Šostakoviče, Antona Weberna ad.), současných skladatelů vážné hudby (Sofie Gubajduliny, Arvo Pärta, Alfreda Schnittkeho), jazzových hudebníků (Ornetta Colemana, Charlese Minguse, Theleniouse Monka), ale i rockového kytaristy Jimiho Hendrixe, pákistánského zpěváka Pandita Prana Natha nebo avantgardního saxofonisty Johna Zorna.
První koncert se konal v North Seattle Community College a brzy poté zahráli začínající Kronos Quartet premiérově skladbu Black Angels společně s prvním provedením Travelling Music od skladatele Kena Benshoofa, příjemného, osmnáctiminutového kusu, obsahujícího odkazy k bluesové a lidové hudbě.
Mezi některými posluchači vyvolaly koncerty souboru rozpačité reakce. Mark Swed o tom v časopise Musical America napsal: „Sleduji Kronos od roku 1978, kdy se objevili jako kvarteto z Miles College v Oaklandu. V těchto raných letech nikdo z nás nevěděl, co si o této čtveřici myslet. Nebylo pochyb o energii a ohni v jejich hraní, ani zjevném nadšení ve vztahu k novému. Jejich programy obsahovaly náročnou hudbu mainstreamové klasiky (pozdní Beethoven), klasiky 20. století (Šostakovič, Berg, Bartók, Ives) a k tomu pokaždé něco nového. Tématem ohnivé debaty se stalo, zda jejich aranžmá skladby Purple Haze od Jimiho Hendrixe bylo znakem nedostatku nebo obrody smyčcových kvartetů.“
Postupem času se Kronos Quartet stal jedním z nejvlivnějších, nejoceňovanějších a nejžádanějších souborů současné vážné hudby, který koncertuje po celém světě, nahrál stovky skladeb a jeho diskografie čítá více než čtyřicet alb.

## Biografie členů souboru

### David Herrington (1. housle)
Narodil se v Seattlu, stát Washington. Na housle začal hrát v 10 letech a učila ho jistá paní Cosby. V dokumentu Harrington řekl: „Kvartet je pro mě něco jako mikrosvět. Celý svět v malém.“ Dále dodává: "Primarius je jako silové pole, které se nachází uprostřed veškerého dění."

### John Sherba (2. housle)
John Sherba se narodil ve Wisconsinu, kde i absolvoval universitu. Hrát začal ve čtyřech letech. V mládí hrál dua se svým starším bratrem, který hraje také na housle. Johna vždy zajímala práce se současnými skladateli.

### Hank Dutt (viola)
Hank Dutt pochází z Quincy ve státě Illinois. Studoval na Indiana University, kde se seznámil s Joan. V deseti letech začal hrát na housle a v posledním ročníku střední školy přešel na violu. V Kronos Quartet začal hrát o rok dříve než Joan, které do ansámblu pomohl. „Hrát hudbu v kvartetu je pro mě něco naprosto zvláštního. Jako violista mám příležitost hodně ovlivňovat způsob její interpretace. Kdybych byl hráčem nějakého orchestru, nemohl bych se na interpretačním procesu příliš podílet. Když jsem jedním ze čtyř hráčů v kvartetu, mám v tomto ohledu hodně co říct,“ vyjádřil na videu Dutt svůj vztah ke skupině.

### Joan Jeanrenaudová (violoncello)
První violoncellistka Kronos Quartet pochází z malého městečka blízko Memphisu ve státě Tennessee, kde také začala hrát na violoncello. Hudbu studovala na Indiana University a zde po čtyřech letech získala diplom. Své zkušenosti dále obohatila hraním spousty komorních skladeb a studentských kompozic. Ve škole byl také obor zaměřený na novou hudbu, studenti zde mohli navštěvovat kurzy elektronické hudby. Dále si praxi ve hře na nástroj obohatila studiem v Ženevě ve Švýcarsku a ihned poté nastoupila do Kronos Quartet. Soubor opustila po neskutečných 26 letech ze zdravotních důvodů. Některé prameny tvrdí, že Joan opustila Kronos Quartet, protože se chtěla vydat vlastní cestou. V televizním dokumentu o Kronos Quartet Joan řekla: „Snažím se o neustále zdokonalování usilovným cvičením. Hra na viloloncello mi přináší velké potěšení. Čím déle spolu hrajeme ve stejném složení, tím více můžeme proniknout do nitra druhé osoby.“
Joan Jeanrenaudová v rozhovoru v magazínu His Voice podotkla: „Víte, strašně ráda jsem hrála v Kronosu, ale po dvaceti letech jsem zjistila, že chci zkoušet jiné věci, do nichž se ostatní nechtěli pouštět. Začala jsem pociťovat stagnaci. Potřebovala jsem nové výzvy a proto jsem se rozhodla odejít. Ráda spolupracuji s mnoha lidmi, ale nechci se nikde uvázat. Ačkoliv — nikdy jsem si nemyslela, že odejdu z Kronosu, takže jednoho dne si třeba najdu jiný soubor, ve kterém zůstanu.“
Nyní se Joan věnuje skládání, sólovým koncertům a učení. V tomtéž časopisu Joan mimo jiné sdělila: „Nikdy jsem neskládala, dokud jsem hrála s Kronosem. Během studií jsem chodila na hodiny skladby, ale jen jeden semestr. Měla jsem tehdy pocit, že to pro mě není to pravé. Ale po dvaceti letech v Kronosu, kdy jsem slyšela a hrála tolik různé hudby, jsem se rozhodla odejít a věnovat se improvizaci.“

### Jeniffer Culpová (violoncello)
S Kronos Quartet hrála v období 1999 do května 2005.

### Jeffrey Zeigler (violoncello)
Členem Kronos Quartet byla od roku 2005 do června 2013.

### Sunny Yang (violoncello)
S Kronos Quartet hraje od června 2013 doposud.

## Ceny
Soubor získal mnoho ocenění, mezi nimi několik cen Grammy, cenu za nejlepší koncert komorní hudby (1994), Hudebníky roku (2003) od Musical America nebo The Recording Academy President's Merit Award od National Academy of Recording Arts and Sciences (2005).

## Diskografie
- Kronos Quartet Plays Music of Thelonious Monk (1985)
- Mishima: filmová hudba, Philip Glass (1985)
- Kronos Quartet (1986), Peter Sculthorpe, Aulis Sallinen, Philip Glass, Conlon Nancarrow a aranžmá skladby Purple Haze od Jimiho Hendrixe.
- Music of Bill Evans (1986)
- White Man Sleeps (1987)
- Terry Riley: Cadenza on the Night Plain (1988)
- Kronos Quartet Plays Terry Riley: Salome Dances for Peace (1989)
- Steve Reich: Different Trains (1989)
- Black Angels (včetně Black Angels od George Crumba) (1990)
- Witold Lutosławski: String Quartet (1991)
- Kevin Volans: Hunting:Gathering (1991)
- Five Tango Sensations (with Astor Piazzolla) (1991)
- Henryk Górecki: Already It Is Dusk (1991)
- Pieces of Africa (1992) (music by seven African composers)
- Short Stories (1993)
- Henryk Górecki: String Quartets Nos. 1 and 2 (1993)
- Morton Feldman: Piano and String Quartet (1993) (s klavíristou Aki Takahashi)
- At the Grave of Richard Wagner (1993)
- Bob Ostertag: All the Rage (1993)
- Night Prayers (1994)
- Kronos Quartet Performs Philip Glass (1995)
- Released: 1985-1995 (1995)
- Heat (Soundtrack) (1995)
- Howl, USA (báseň Allena Ginsberga převedená do hudby, a další Cold War kusy) (1996)
- Osvaldo Golijov: The Dreams and Prayers of Isaac the Blind (1997)
- Tan Dun: Ghost Opera (1997)
- Early Music (1997)
- Kronos Quartet Performs Alfred Schnittke: The Complete String Quartets (1998)
- John Adams: John's Book of Alleged Dances (1998)
- Kronos Quartet: 25 Years (10 CD)
- Dracula (filmová hudba, Philip Glass) (1999)
- Requiem for a Dream (filmová hudba, Clint Mansell) (2000)
- Caravan (2000) (a hosté: Zakir Hussain, Taraf de Haidouks, Kayhan Kalhor, Ziya Tabbassian, Ali Jihad Racy, Souhail Kaspar, Martyn Jones)
- Steve Reich: Triple Quartet (2001)
- Terry Riley: Requiem for Adam (2001)
- Nuevo (hudba Mexických skladatelů) (2002)
- Alban Berg: Lyric Suite (2003) (Grammy)
- Harry Partch: U.S. Highball (2003)
- Peteris Vasks: String Quartet No. 4 (2003)
- Mugam Sayagi: Music of Franghiz Ali-Zadeh (2005)
- You've Stolen My Heart by Kronos Quartet, Asha Bhosle (2005), pocta Rahulovi Dev Burmanovi.